# Ichneumon ferruginatorius
Ichneumon ferruginatorius är en stekelart som beskrevs av |Erik Pontoppidan 1763. Ichneumon ferruginatorius ingår i släktet Ichneumon och familjen brokparasitsteklar. Inga underarter finns listade i Catalogue of Life.